# Transylvania Open
Transylvania Open – kobiecy turniej WTA 250 zaliczany do cyklu WTA Tour, rozgrywany na kortach twardych w hali w rumuńskim Klużu-Napoce począwszy od sezonu 2021.

## Mecze finałowe

### Gra pojedyncza kobiet
| Rok  | Zwyciężczyni        | Finalistka          | Wynik         |
| 2025 | Anastasija Potapowa | Lucia Bronzetti     | 4:6, 6:1, 6:2 |
| 2024 | Karolína Plíšková   | Ana Bogdan          | 6:4, 6:2      |
| 2023 | Tamara Korpatsch    | Elena-Gabriela Ruse | 6:3, 6:4      |
| 2022 | Anna Blinkowa       | Jasmine Paolini     | 6:2, 3:6, 6:2 |
| 2021 | Anett Kontaveit     | Simona Halep        | 6:2, 6:3      |

### Gra podwójna kobiet
| Rok  | Zwyciężczynie                    | Finalistki                                  | Wynik          |
| 2025 | Magali Kempen Anna Sisková       | Jaqueline Cristian Angelica Moratelli       | 6:3, 6:1       |
| 2024 | Catherine McNally Asia Muhammad  | Harriet Dart Tereza Mihalíková              | 6:3, 6:4       |
| 2023 | Jodie Burrage Jil Teichmann      | Léolia Jeanjean Wałerija Strachowa          | 6:1, 6:4       |
| 2022 | Kirsten Flipkens Laura Siegemund | Kamilla Rachimowa Jana Sizikowa             | 6:3, 7:5       |
| 2021 | Irina Bara Ekaterine Gorgodze    | Aleksandra Krunić Lesley Pattinama Kerkhove | 4:6, 6:1, 11–9 |